# Gonzalo de Arriaga
Gonzalo de Arriaga (Burgos, 1593-Madrid, 1657) fue un religioso dominico, historiador y escritor español.

## Biografía
Nació en Burgos, en el seno de una familia ilustre, cuyos miembros ocuparon los primeros puestos del consistorio de la ciudad. Aprendidas las primeras letras, ingresó, con dieciséis años, en el convento de San Pablo, donde, apenas terminados sus estudios, ya adquirió fama de notable predicador.
Ejerció en la orden los más honoríficos destinos, siendo, además de calificador teólogo y miembro del Consejo de la Suprema Inquisición, prior del convento de Santo Domingo de Vitoria (1646), prior y rector del San Pablo burgalés (1650), rector del vallisoletano Colegio de San Gregorio y rector del Colegio de Santo Tomás de Madrid. Falleció en esta capital en 1657, a los sesenta y cuatro años de edad.
Martínez Añíbarro y Rives, en su Intento de un diccionario biográfico y bibliográfico de autores de la provincia de Burgos, habla de él en los siguientes términos:

Fue hombre de grande ilustración y espíritu, de prudencia suma, de claro talento, de acertada resolución en las empresas difíciles, de tacto especial en las más arduas cuestiones: estas dotes, unidas a una gran presencia, amabilidad y distinguido porte, le crearon grandes simpatías por todas partes. Leyendo las aprobaciones mencionadas, puede formarse concepto del que logró tener.

## Obras
Escribió diversas obras, entre las que destacan una dedicada a la vida de Santo Tomás de Aquino, publicada en dos volúmenes (1648 y 1652). Escribió también sobre otras figuras religiosas, como Juan de Lazcano, o sobre algunas de las instituciones para las que había trabajado, como la Historia del insigne convento de San Pablo de la ciudad de Burgos. Depositado el manuscrito en el Ayuntamiento de la ciudad...